# ناسازنماییان
ناسازنماییان (نام علمی: Paradoxurinae) نام یک زیرخانواده از تیره زبادان است.